# Павский, Герасим Петрович
Гера́сим Петро́вич Па́вский (4 [15] марта 1787, Павы, Санкт-Петербургская губерния — 7 [19] апреля 1863, Санкт-Петербург) — священник Православной российской церкви, протоиерей, филолог, экзегет, переводчик Библии, основоположник русской библейско-исторической школы, автор известного учебника еврейского языка для духовных семинарий.
Доктор богословия, профессор Санкт-Петербургской духовной академии, профессор Санкт-Петербургского императорского университета, действительный член Императорской академии наук.

## Биография
Родился 4 (15) марта 1787 года в Павском погосте Петербургской губернии (ныне село Павы в Порховском районе Псковской области) в семье местного священника Петра Макарьева.
В 1797 году в возрасте 10 лет поступил в Александро-Невскую духовную семинарию. Там он по тогдашнему обычаю получил новую фамилию — Павский. На протяжении всех лет обучения он неизменно возглавлял разрядный список учащихся. Будучи студентом, был назначен преподавателем младших классов. Павский был беден почти до крайности, поскольку его отец не был способен оплачивать его обучение. Это заставляло его оказывать различные услуги менее даровитым, но состоятельным соученикам.
В 1814 году окончил Санкт-Петербургскую духовную академию первым по разрядному списку со степенью магистра богословия. Его курсовое сочинение на звание магистра по классу (кафедре) богословских наук и предмету Священной герменевтики «Обозрение книги Псалмов, опыт археологический, филологический и герменевтический» было рекомендовано к печати и издано в 1814 года как образец учёных достижений выпускников новой школы. Написано и издано оно было по-русски, в отличие от большинства сочинений, публиковавшихся по-латыни. Был оставлен преподавателем.
В 1816—1817 годах преподавал Закон Божий в Царскосельском лицее. С 1818 года — профессор еврейского языка Петербургского университета, с 1819 года — профессор богословия. В 1821 году присуждена степень доктора.
Был переводчиком в Российском библейском обществе.
На лекциях в Академии читал студентам свои переводы из Ветхого Завета; при расположении текстов руководствовался хронологией, что нарушало принятый порядок ветхозаветного канона.
В 1826 году был назначен законоучителем наследника Александра Николаевича; был уволен в 1835 году по настоянию митрополитов Санкт-Петербургского Серафима и Московского Филарета.
В 1841 году митрополит Киевский Филарет (Амфитеатров), противник русского перевода Библии, получил письмо об опасности нового подпольного (нелегального) перевода. Автор письма Агафангел (Соловьёв) полагал перевод Павского «соблазном». После того как к делу подключился обер-прокурор Синода граф Николай Протасов, в отношении Павского было начато следствие. Около 300 экземпляров перевода было изъято и уничтожено. Павскому грозило лишение сана, однако потом решили не делать шума из этой истории. Несколько копий было сохранено в Синоде и засекречено. Дело окончилось «келейным» увещанием учёному и приказом держать участников нелегального напечатания перевода литографским способом под наблюдением. Некоторые преподаватели академии были уволены.
В 1858 году был избран ординарным академиком Петербургской академии наук.
С начала 1860-х годов из-за болезни ног он уже не в состоянии был покидать квартиру. Умер 7 (19) апреля 1863 года. Был похоронен на кладбище Фарфорового завода в Петербурге; могила уничтожена.
Когда в начале царствования Александра II, воспитанника Павского, возобновилась работа над русским переводом Ветхого завета, было принято решение об издании переводов, сделанных в 1-й половине XIX века. За год до закрытия журнала «Дух христианина» (1862—1863) вышли переводы Павского 3-4-й книг Царств, 1-2-й книг Паралипоменон, Книги Притчей Соломоновых. Руководил изданием переводов Константин Иванович Боголюбов.

### Сочинения
- Беседа законоучителя с его императорским высочеством государем цесаревичем наследником в день его рождения при вступлении в совершенные лета. — [СПб., 1838]. — 11с.
- Библейские древности для разумения Священного Писания: Лекции, читанные наследнику цесаревичу Александру Николаевичу в 1830—1834 гг. д-ром богословия протоиереем Герасимом Петровичем Павским / Предисл. проф. Н. Барсов. — СПб.: Тип. Арнгольда, 1884. — 62, 14 с. — Прил. к журн. «Семейные вечера».
- Записка о новом издании русского словаря // Изв. 2-го Отд-ния Имп. Акад. наук. — 1852. -Т. 1.
- Из уроков по Закону Божию наследнику цесаревичу Александру Николаевичу. — СПб.: Тип. Гл. упр. уделов, 1897. — 41 с.
- Избранные места из книг Ветхого Завета на священном языке для обучающихся сему языку в духовных училищах. — СПб.:

   Тип. Св. Синода, 1816. — 7, 165 с. — Загл. корешка: Еврейская хрестоматия.
- -    То же. — М.: Синод, тип., 1828. — 5, 7, 165 с. То же. — 3-е изд. — 1831.
- История и истолкование литургии // Христиан, чтение. — 1830. — Ч. 38. — С. 51-54.
- К истории русской грамматики: Критические заметки на первое издание «Русской грамматики» Греча. — Воронеж: Тип. Исаева, 1887. — 20 с.
- Как совершалась вечеря у христиан при Апостолах? // Христиан, чтение. — 1830. — Ч. 38. — С. 93-98.
- Как совершалась вечеря у христиан после Апостолов во II и III веках? // Христиан, чтение. — 1830. — Ч. 38. — С. 255—282.
- Когда и как совершил Тайную вечерю Иисус Христос? // Христиан, чтение. — 1830. — Ч. 38. — С. 55-93.
- Краткая еврейская грамматика для обучающихся священному языку в духовных училищах. — СПб.: Тип. Греча, 1818. — XIX, X, 127 с.
  -    То же. — М.: Синод, тип., 1822. — XTV, X, 126 с.
  -    То же. — М., 1839.
  -    То же. — 1855. — XV, VI, 98 с.
- Начертание церковной истории. — [СПб., 1834]. — 35 с.
- Нечто о Книге Иова // Христиан, чтение, — 1833. — Ч. 3.
- О брачном пире и званых на пир // Христиан, чтение. — 1837. — Ч. 2.
- О виноградарях // Христиан, чтение. — 1837. — Ч. 1.
- О гостях, званых на вечерю // Христиан, чтение. — 1836. — Ч. 3.
- О пшенице и плевелах // Христиан, чтение. — 1836. — Ч. 2.
- О смоковнице // Христиан, чтение. — 1841. — Ч. 1.
- О состоянии Российской Церкви под управлением Патриархов // Летопись факультетов на 1835 год, изд. А. Галичем и В. Плаксиным. — СПб., 1835. — Кн. 2. — С. 145—212.
- О талантах // Христиан, чтение. — 1835. — Ч. 4.
- Обозрение Книги Псалмов: Опыт археологический, филологический и герменевтический. — СПб.: Тип. Св. Синода, 1814.- 82 с.
- Объяснения на примечания [митрополита Филарета], сделанные против книжек «Христианское учение в краткой системе» и «Начертание церковной истории». — М.: Унив. тип., 1870. — 34 с. — Отт. из: Чтения в О-ве истории и древностей российских при Моск. ун-те. — 1870.
- Письмо о постепенности в уроках религии. — [СПб.]: Тип. журн. «Странник», Ценз. 1875. — 7 с.
- Религия: Из университетских уроков // Христиан, чтение. — 1821. -Ч. 1.
- Религия и политика: Из университетских уроков // Христиан, чтение. — 1821. — Ч. 4.
- Филологические наблюдения над составом русского языка: Рассуждения 1-3. — СПб.: Тип. Имп. Акад. наук, 1841—1842.
  -    Рассуждение 1: О простых и сложных звуках, служащих основанием русскому слову и о письменном их изобретении. — 1841. — XVI, 149 с.
  -    Рассуждение 2: Об именах существительных. — 1842. — XVI, 356 с, 2 л. табл.
  -    Рассуждение 3: О глаголе. — 1842. -XII, 239 с, 2 л. табл.
    -    То же. — 2-е изд. — СПб.: Тип. Имп. Акад. наук, 1850.

  -    Рассуждение 1: О буквах и слогах. — XXIV, 141 с.
  -    Рассуждение 2 А: Об именах существительных. — XVI, 335 с, 2 л. табл.
  -    Рассуждение 2 Б: О местоимениях. -XXII, 314 с, 2 л. табл.
  -    Рассуждение 3: О глаголе. -XVI, 271 с, 2 л. табл.
- Христианское учение в краткой системе: С объяснительными статьями. — СПб.: Н. К. Никольский, 1909. — 164 с. — (В память столетия С.-Петербургской Духовной Академии).

### Переводы
- Иов, или судьбы Божий раздаяний счастия и несчастия непостижимы для человека / Пер. — [СПб.: Изд. студентов Петерб. Духов. Акад., 1839—1841]. — 1118 с. разд. паг. -Литогр.
- Песнь Песней, или Превосходная песнь / Пер. — [СПб.: Изд. студентов Петерб. Духов. Акад., 1839—1841]. — 887 с. разд. паг. — Литогр.
- Притчи Соломона / Пер. с евр. — СПб.: Тип. Лермонтова, 1862. — 69 с.
- Святого отца нашего Григория Двоеслова «Догматическое учение» // Христиан, чтение. — 1828. — Ч. 31. — С. 134—174, 254—343: Ч. 32. — С. 60-84, 160—250, 268—289.
- Святого отца нашего Максима Исповедника «О богословии и воплощении Сына Божия» (сотня первая) // Христиан, чтение. — 1830. — Ч. 38. — С. 121—164.
- «Слово о Полку Игореве» в переводе Герасима Петровича Павского. — Б.м., [1880]. — [14] с. — Отт. из: Рус. старина. — 1880.-Т. 12.
- Третья книга Царств: Со времени царствования Соломона / Пер. с евр. — СПб.: Тип. Лермонтова, 1861. — 157 с.